# Minami-ku (Fukuoka)
Minami-ku (南区?) è uno dei sette quartieri amministrativi della città di Fukuoka, in Giappone.